# Gal i Puigsech
Gal i Puigsech és un recinte industrial ubicat entre els carrers Pellaires, dels Ferrers i el passeig del Taulat del Poblenou de Barcelona, catalogat com a bé cultural d'interès local. Actualment és la seu de la fundació Palo Alto.

## Història
L'any 1875, els fabricants Ramon Gal i Joan Puigsech, dedicats a la filatura, van demanar permís per tancar un solar situat entre el carrer dels Pellaires i la platja, segons el projecte del mestre d'obres Antoni Vila i Bruguera. Aquell mateix any, hi van fer instal·lar una caldera de vapor de 20 CV, segons el projecte de l'enginyer Joseph White. El 1877, Gal i Puigsech van demanar permís per a construir un habitatge a la porteria de la fàbrica, segons el projecte del mestre d'obres Francesc Barnola.
L'any 1878, la fàbrica va ser comprada per Agustí Coll i Torné, que també es dedicava a la indústria tèxtil. Aquest va demanar permís per aixecar un pis en una de les «quadres» de la planta baixa, que va fer servir d'assecador, segons el projecte del mestre d'obres Odó Cabrera.
L'empresa Joan Ribas i Cia fou la propietària del complex a principis del segle xx. El 1927, August Ramoneda i Riu va comprar les instal·lacions, amb les quals avalà les accions de la societat anònima constituïda un any més tard amb Alfonso de Olano Tinckler. La nova empresa, dedicada a l'elaboració de fècules, sèmoles i glucosa, es va dissoldre l'any 1940, segurament pels efectes dels bombardejos durant la Guerra Civil espanyola, ja que la propera Can Girona (MACOSA) era un objectiu militar.
Entre 1940 i 1989, l'edifici va ser ocupat per diversos tallers fins que, gràcies a la renovació que experimentà la zona amb els Jocs Olímpics, es va articular un projecte per reconvertir la fàbrica en uns estudis de cinema comercial i publicitari anomenats Palo Alto, promoguts per Pierre Roca. La cosa no va quallar, però s'hi enregistaren els interiors del film Capità Escalaborns (Carlos Benpar, 1990) i els exteriors de Monturiol, el senyor del mar (Francesc Bellmunt, 1992).
El 1990, el dissenyador Xavier Mariscal hi va instal·lar el seu estudi i això va fer que un grup de professionals del disseny i la creació també hi lloguessin espais. Els terrenys van ser declarats expropiables i Mariscal va defensar la fàbrica i la possibilitat que l'indret es convertís en un espai de creació i de disseny. Després de llargues negociacions, es va aconseguir que fos qualificat com a equipament de nova creació de caràcter local (clau 7b). Des del 1997, la fundació Palo Alto gestiona l'espai on, a part de l'Estudi Mariscal, hi ha un restaurant i empreses que ofereixen des de serveis tècnics per a la producció de pel·lícules de cinema i vídeo fins a la fabricació d'articles de papereria. L'interior del recinte està enjardinat segons un projecte de Pepichek Farriol.

## Descripció
Es tracta d'un recinte tancat amb diferents tipologies d'edificis i una xemeneia.
En el carrer dels Pellaires s'obre l'entrada principal al recinte, que és una gran porta allindada en el mur de tancament. A l'esquerra hi ha una nau de planta baixa amb obertures d'arc rebaixat emmarcades amb maons. A continuació hi ha un edifici de planta baixa i dos pisos amb obertures similars a les anteriors, la qual cosa dona unitat al conjunt. Una cornisa separa el primer del segon pis i una altra el segon pis del mur de tancament del terrat.
A continuació, fent la cantonada dels carrers dels Pellaires i Ferrers, hi ha tres naus de planta basilical de planta baixa i dos pisos amb teulada a doble vessant. Les obertures són d'arc rebaixat i les de planta baixa i el primer pis estan emmarcades per maons. Al carrer dels Ferrers, a continuació d'aquestes naus, hi ha un edifici de planta baixa i tres pisos amb una torre en la unió amb les naus mitjeres de planta baixa i cinc pisos. Aquest edifici té les obertures d'arc de mig punt amb cornises separant els diferents nivells.
A l'exterior, totes aquestes estructures estan pintades de blanc donant un aspecte més unitari al conjunt. A l'interior les diferents naus estan cobertes per plantes donant la sensació d'estar en un jardí. Ocupant l'espai interior hi ha quatre naus de planta basilical d'una sola planta i amb teulada a doble vessant; aquestes tenen obertures d'arc rebaixat emmarcades amb maons.
La xemeneia se situa en una cantonada del recinte i és d'obra vista. Té una base de planta circular amb la part baixa atalussada i coronada per una gran cornisa motllurada i un fris de dentellons. La xemeneia té forma troncocònica i acaba amb una gran cornisa i un fris similars als de la base.